# Doom Patrol
Doom Patrol (La Patrouille Z ou Patrouille du Destin) est une équipe de super-héros dont les aventures sont publiées par DC Comics et Vertigo. 
En juin 1963, Les personnages apparaissent dans My Greatest Adventure (en) #80 : le succès de la série a conduit à rebaptiser le comics The Doom Patrol au n°86. 
En octobre 1968, la série s'arrête au n°121 avec la mort des principaux personnages. Les numéros 122 à 124 se contentent ensuite de republier des histoires déjà parues auparavant, de février à juillet 1973.
À partir de janvier 1968, en France, cette première époque de la série américaine est traduite dans les pages de la revue Étranges Aventures.
En septembre 1977, une nouvelle Doom Patrol est créée par DC dans Showcase #94. Le seul personnage en commun est d'abord Robotman, considéré comme l'unique survivant de la première génération, mais dans les années suivantes les autres héros disparus font petit à petit leur retour. 
À partir de 1987, les nouveaux personnages sont les héros de leur propre titre. 
Plusieurs versions successives de la série sont ensuite publiées par DC Comics.

## Synopsis
Les membres de la Doom Patrol ont en commun le fait d'être des parias car ils souffrent de divers handicaps, pouvoirs ou problèmes physiques qui les mettent à l'écart de la société. Leur chef est aussi le scientifique qui a sauvé la plupart d'entre eux et trouvé, le plus souvent, les traitements ou les prothèses qui leur permettent de continuer d'exister.

## Membres
- Le Chef (en)
- Elasti-Girl (en)
- Negative Man
- Robotman
- Mento (en)
- Beast Boy (Changelin)
- Bumblebee
- Vox (en)

Autres membres
- Crazy Jane (Kay Challis)
- Flex Mentallo
- Valentina Vostok
- Joshua Clay (Tempest)
- Rhea Jones (Lodestone / The Pupa)
- Dorothy Spinner
- The Bandage People
- Coagula
- Charlie the Doll
- The False Memory
- Kid Slick
- Doctor Light (Kimiyo Hoshi)
- Elongated Man
- Faith
- Grunt (Henry Bucher)
- Nudge (Mi-Sun Kwon)
- Will Magnus

## Ennemis
- Garguax
- Général Immortus
- The Candlemaker
- Confrérie du Mal (Brotherhood of Evil)
- Brotherhood of Dada
- Sven Larson / Animal-Vegetable-Mineral Man
- Elephant Man
- Emil LaSalle
- Général Zahl
- Otto von Furth
- Madame Rouge
- Eric Morden / Mister Nobody

## Différents auteurs de la série
Grant Morrison, Rachel Pollack, John Byrne, Doug Hazlewood, Steve Lightle, Paul Kupperberg, Gary Martin, Graham Nolan, Joe Staton, John Ostrander, Erik Larsen, Bob Lewis, Murray R. Ward, Richard Case, Stan Woch, Joe Orlando, Simon Bisley, Gerard Way...

## Publication de la série principale

### Comics US
- My Greatest Adventure, #80-85, 1963-1964 (6 numéros)
- Doom Patrol, #86-121, 1964-1968 (35 numéros)
- Doom Patrol, #122-124, 1973 (3 numéros), publications d'histoires déjà parues antérieurement
- Doom Patrol Vol. 2, #1-87, 1987-1995, notamment par Grant Morrison & Richard Case (#19-63), Rachel Pollack & Ted McKeever (#64-87)
- Doom Patrol Vol. 3, #1-22, 2001-2003, par John Arcudi & Tan Eng Huat
- Doom Patrol Vol. 4, #1-18, 2004-2006, par John Byrne
- Doom Patrol Vol. 5, #1-22, 2009-2011, par Keith Giffen & Matthew Clark et Ron Randall
- Doom Patrol Vol. 6, #1-12, 2016-2018, par Gerard Way & Nick Derington
- Doom Patrol: Weight of the Worlds Vol. 1, #1-7, 2019-2020, par Gerard Way & James Harvey

### Comics FR
- Doom Patrol Tome 1, 2019 (Urban Comics) de Grant Morrison & Richard Case, compile les numéros 19 à 34 (vol. 2) + Secret Origins Annual #1,  (ISBN 9791026816638)
- Gerard Way présente Doom Patrol Volume 1, 2019 (Urban Comics) de Gerard Way & Nick Derington, compile Doom Patrol vol. 6: Brick by Brick (#1-6) + Doom Patrol vol. 6: Nada (#7-12),  (ISBN 9791026817185)
- Doom Patrol Tome 2, 2020 (Urban Comics) compile les numéros 35 à 50 (vol. 2),  (ISBN 9791026818670)
- Doom Patrol Tome 3, 2021 (Urban Comics) compile les numéros 51 à 63 (vol. 2) et marque la fin du run de Grant Morrison,  (ISBN 9791026817703)

### Télévision
Beast Boy est un des personnages principaux de la série Teen Titans. Dans deux épisodes spéciaux de la dernière saison (Retour à la maison), on apprend qu'il a fait partie de la Doom Patrol avant de rejoindre les Jeunes Titans.
L'épisode 16 de la saison 2 de la série animée Batman : l'alliance des héros leur est consacrée.
En mai 2018, Warner Bros. Digital Networks commande pour sa plateforme de streaming, DC Universe, une série live qui mettrait en scène cette équipe. Après une apparition dans la série Titans, treize épisodes sont commandés pour une diffusion en 2019. Sous le titre Doom Patrol, cette version montre le Chef, Robotman, Elasti-Girl, Negative Man, Crazy Jane et Cyborg lors du retour de Mr. Nobody.